# 蟹江梨麻
蟹江 梨麻（かにえ りま、5月7日 - ）は、日本の女優。東京都出身。身長168cm、血液型はB型。NHK東京放送児童劇団27期卒業、玉川学園女子短期大学教養科演劇専攻。青二プロダクションに所属していた。

## 出演作品

### テレビ番組
- あの歌がきこえる
- ザ・ワイド（ボイスオーバー）

### テレビドラマ
- あしたへジャンプ（家庭科クラブの生徒）
- さわやか3組
- はばたけ6年（一ノ瀬緑）

### ラジオドラマ
- 京極夏彦ラジオドラマシリーズ「百器徒然袋〜風〜雲外鏡」
- 流星倶楽部
  - 「邂逅する惑星」（節子の同僚の女子社員）
  - 「鎌倉星座 淡い恋編」（病院受付）

### 舞台
- VS.! ぶあーさす〜とりあえずビール??
- One and Only 会えるよ…ほらね（OL田中）
- 夢の果ての瞳
- タイムマシンにお願い'93
- 虹をにくめるか
- シンデレラ・ラプソディー
- 星くずのたずねびと
- 夢見が森の子どもたち
- 朗読劇 絵姿女房

### その他
- JR東日本「白神山地 出前講座」（司会）
- 教室ディベート入門第5巻 モデルディベート「食事中はテレビを見るべきではない」